# Biserica Sfântul Vasile (Tătărași) din Iași
Biserica „Sfântul Vasile” (Tătărași) este o biserică ortodoxă situată în Iași, pe strada Vasile Lupu nr. 38 (cartier Tătărași) și are hramul Sfântul Vasile cel Mare. 

## Istoric

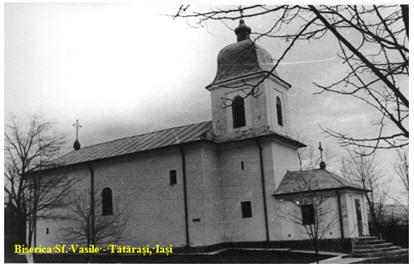
Biserica, în anul 1965

Biserica a fost zidită pe la anul 1760. În secolul al XIX-lea,  biserica a aparținut breslei pescarilor .
Planul constructiv al bisericii este basilical, cu altar arcuit și turnul clopotniței deasupra pronaosului. Pictura interioară, în ulei, a fost realizată de zugravul ieșean Raicu, în anul 1937, urmând tradiția iconografică moldovenească.
Catapeteasma este lucrată în lemn masiv, cu ornamente florale sculptate. Icoanele sunt cele originale, făcute de zugravi anonimi din veacul al XVIII-lea. 
Dintre obiectele de cult și cărțile vechi din patrimoniul bisericii se remarcă un exemplar din Cazania lui Varlaam (1643).

## Imagini

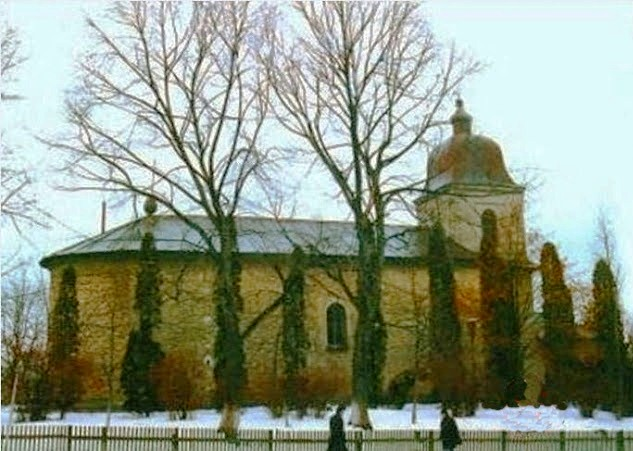
Biserica Sf. Vasile - Tătărași (iarna)
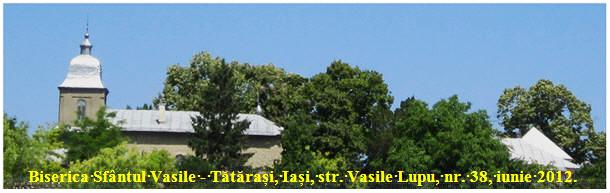
Biserica Sf. Vasile - Tătărași (vara)
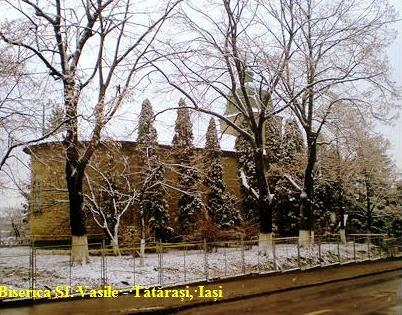
Biserica Sf. Vasile - Tătărași (iarna)
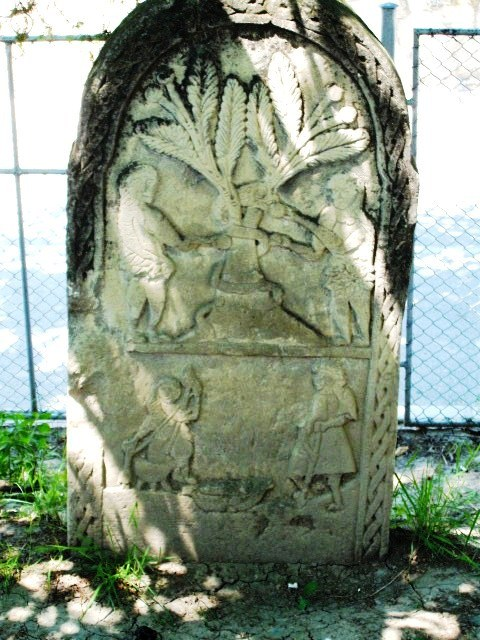
Piatră de mormânt
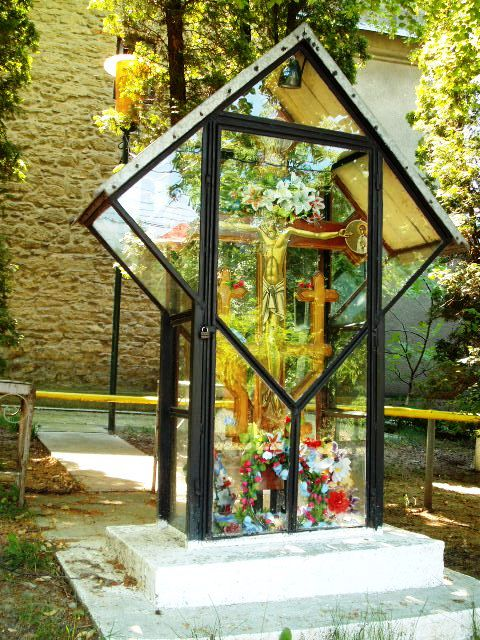
Troița
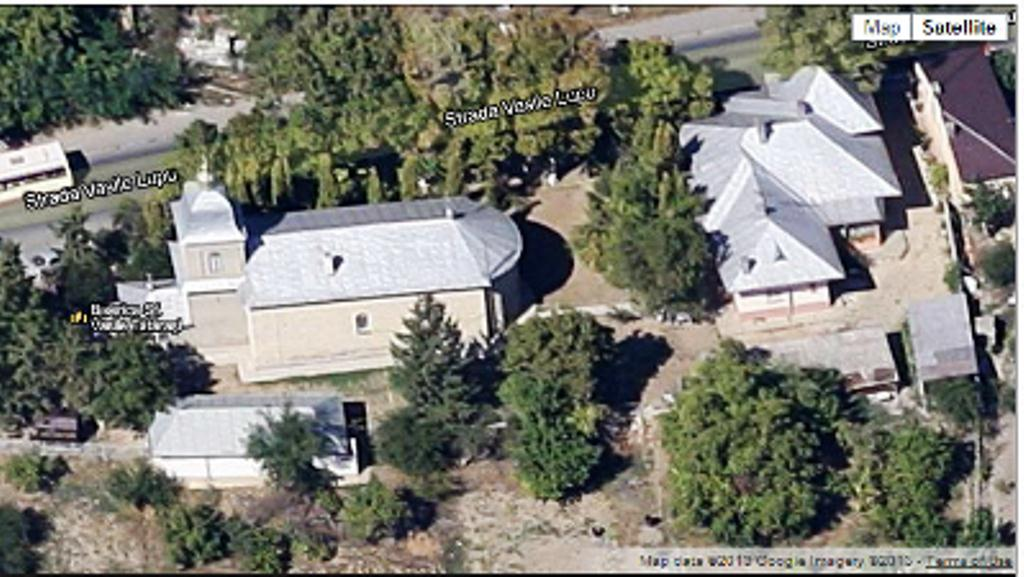
Biserica Sf. Vasile - Tătărași foto satelit